# Don Ferrante (personaggio)
Don Ferrante è un personaggio immaginario presente ne I promessi sposi, romanzo di Alessandro Manzoni.

## Biografia del personaggio
È il marito di donna Prassede e riveste un ruolo secondario nello svolgimento della vicenda.
Manzoni lo ritrae con i tipici caratteri dell'erudito secentesco, immerso nello studio morboso di qualsiasi disciplina, dalla storia alla scienza, dalla medicina alla filosofia. Tuttavia, vengono ironicamente sottolineati la sua profonda passione per idee già in superamento, studiosi oggi dimenticati e i pungenti giudizi verso quelli che oggi sono considerati i grandi capostipiti della filosofia; nella descrizione della sua grande biblioteca, appare più volte il nome di Gerolamo Cardano, e il nobiluomo considera Aristotele semplicemente "il filosofo" e Niccolò Machiavelli un "mariolo".
È l'eroe e il martire della dottrina inutile e della logica formale; è l'uomo della biblioteca vissuto nel secolo delle biblioteche e delle accademie; e ha la dottrina grossa dell'età sua. Non ragiona, ma ritiene a memoria, è un paralitico della volontà e dell'intelligenza. Comico per la serietà con cui parla di corbellerie, è però rispettabile ed onesto per la sua fede nel sapere. Lo studio è, per lui, il riempitivo dell'ozio, la necessità di fare o di apparire qualche cosa, semplicemente. Di lui la moglie Prassede dice che è un nullafacente che non aiuta lei a gestire la casa e le famiglie o consorelle delle figlie, ma anche un letterato forse con un minimo di compiacimento.
Le sue principali passioni sono comunque l'astrologia e la cavalleria. Della prima disciplina possiede soltanto nozioni generiche ma ne sa parlare a proposito: infatti, pensa che tutti gli eventi sul mondo terreno siano causati dall'influenza degli astri, si ricordi che il romanzo è ambientato nell'epoca in cui Copernico, Galileo e poi Keplero con le loro scoperte e teorie smentiscono le idee allora vigenti sul moto e sulla natura degli astri. Legge molto anche la storia naturale, credendo ad esempio all'esistenza delle sirene o alla capacità della remora di frenare una nave in mare (quando è il contrario, il pesce con la propria ventosa si attacca ad altri pesci per farsi trainare). Sulla base di queste idee, quando si scatena il contagio della peste, non vi crede, perché incompatibile con le teorie aristoteliche. Questo brano, uno dei pochi divertenti dei Promessi Sposi, è stato tratto dal Manzoni da una lettera di Pietro Casaburi Urries, che naturalmente non diceva sul serio ma per scherzo. Alla fine Don Ferrante, non credendo che il contagio abbia una natura materiale, dirà che è dovuto alla congiunzione fatale degli astri: quindi secondo lui è inutile ad esempio bruciare i vestiti infettati e non si possono certo bruciare i pianeti, non prenderà alcuna precauzione contro la peste e ne morirà maledicendo le stelle "come un eroe di Metastasio", e la sua famosa biblioteca andò dispersa.